# Jean Paul Getty

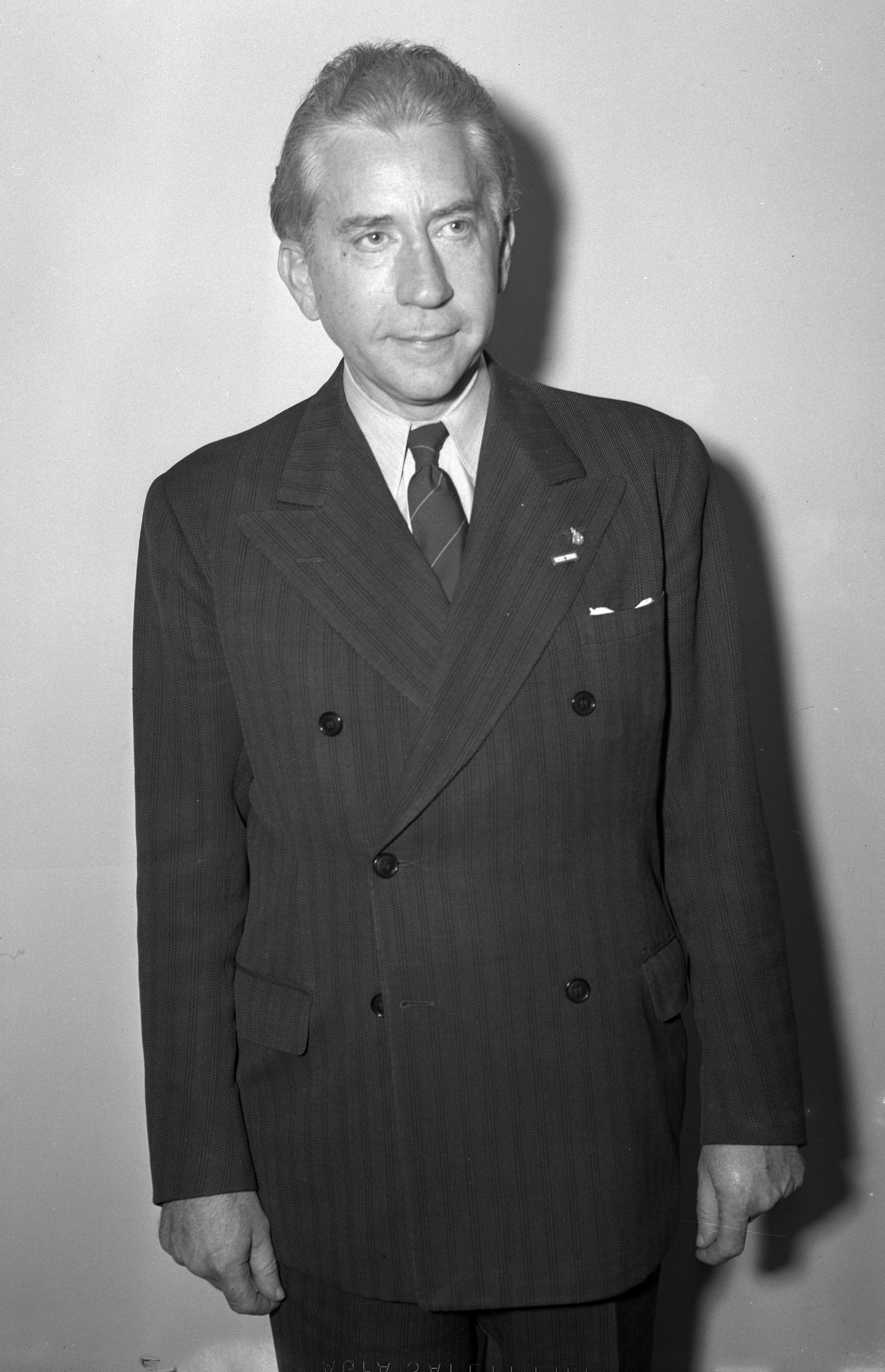
Jean Paul Getty in 1944

Jean Paul Getty (Minneapolis (Minnesota), 15 december 1892 - Londen, 6 juni 1976) was een Amerikaans industrieel en oprichter van het bedrijf Getty Oil.

## Levensloop
Geboren als zoon van een familie die al in de petroleum zat. Hij studeerde aan de Universiteit van Oxford en was een van de eerste mensen in de wereld met een vermogen van meer dan 1 miljard US$. Hij was een bezeten verzamelaar van kunst en antiek en zijn kunstverzameling vormt de basis van wat nu het J. Paul Getty Museum in Los Angeles, Californië is.

### Huwelijken
Getty trouwde vijf keer:
1. Jeanette Dumont (1923–25); 1 zoon, George Franklin Getty II (1924-1973)
2. Allene Ashby (1926–28)
3. Adolphine Helmle (1928–32); 1 zoon Jean Ronald Getty
4. Ann Rork (1932–35); twee zonen Paul Getty (1932-2003) en Gordon Getty (geb. 1934)
5. Louise Dudley Lynch (1939 -1958); een zoon Timothy Getty (overleden op twaalfjarige leeftijd)

Op latere leeftijd zei hij hierover, "Een blijvende relatie met een vrouw is alleen mogelijk als je een zakelijke mislukkeling bent."

### Kijk op zijn eigen succes
Getty schreef een zeer succesvol boek, getiteld How to be Rich (Hoe rijk te zijn). NB: Dus niet "Hoe rijk te worden". Zijn bedrijf werd hem immers geschonken door zijn vader die het bedrijf begon.
Getty geeft dit ook ruiterlijk toe in zijn autobiografie: Ik had het privilege om geboren te worden in een reeds rijk gezin, en toen ik mijn carrière in zaken begon werd ik gesponsord door mijn vader. En hoewel ik zelf geld verdiende, en best wel veel, vraag ik me af of het "Getty Empire" wel was ontstaan als ik niet mijn vaders succesvolle olie-onderneming had overgenomen na zijn dood. (J.P. Getty, As I see it;the autobiography, 1976, p. 333)

## Filmografie
In 2017 verscheen de Amerikaanse film All the Money in the World, gebaseerd op het waargebeurde verhaal van de ontvoering van kleinzoon John Paul Getty III. Regisseur Ridley Scott liet zich voor deze film inspireren door het in 1995 gepubliceerde boek Painfully Rich: The Outrageous Fortunes and Misfortunes of the Heirs of J. Paul Getty van de Engelse biograaf John Pearson.